# NGC 538
NGC 538 ist eine Balken-Spiralgalaxie vom Hubble-Typ SBa im Sternbild Walfisch südlich des Himmelsäquators. Sie ist schätzungsweise 247 Millionen Lichtjahre von der Milchstraße entfernt und hat einen Durchmesser von etwa 95.000 Lj.
Im selben Himmelsareal befinden sich u. a. die Galaxien NGC 535, NGC 541, NGC 545, NGC 547.
Das Objekt wurde am 20. November 1886 von dem US-amerikanischen Astronomen Lewis A. Swift entdeckt.